# Arsácio de Tarso
Arsácio de Tarso (Tarso, antes de 324 - Constantinopla, 11 de novembro de 405) foi arcebispo de Constantinopla de 404 até 405, logo após a violenta expulsão de João Crisóstomo.

## Vida e obras
Ele era irmão de Nectário de Constantinopla, o predecessor de Crisóstomo, e serviu como presbítero sob ele (Fócio, Biblioteca, cap. 59). No início de sua carreira, seu irmão o selecionou para ser bispo de Tarso e atribuiu sua recusa à sua ambição de se tornar seu sucessor em Constantinopla. Sobre isso, Paládio afirma que ele jurou solenemente que jamais aceitaria a sé de Constantinopla (Dial. c. xi).
Após o seu aniversário de oitenta anos, o sucesso das intrigas de Élia Eudóxia, rainha do imperador Arcádio, e de Teófilo, Patriarca de Alexandria, contra Crisóstomo abriram um inesperado modo pelo qual ele poderia ser elevado ao trono episcopal. Eudóxia e o partido vencedor queriam para o trono alguém que fosse um instrumento facilmente manipulável, sob cuja autoridade poderiam abrigar a violência de seus procedimentos. Este instrumento era Arsácio. Além disso, sua hostilidade contra Crisóstomo tinha sido abertamente testemunhada no Sínodo do Carvalho, quando ele apareceu como testemunha contra ele e pressionou veementemente por sua condenação.
Ele foi consagrado arcebispo em 27 de junho de 404. Crisóstomo, ao saber disso, o denunciou como "um adúltero espiritual e um lobo em pele de cordeiro" (Epístola cxxv). A diocese logo deixou claro que considerava o novo arcebispo um impostor. Com a exceção de uns poucos oficiais, dependentes da corte imperial, e desejando ainda mais seus favores, o povo de Constantinopla recusou-se a comparecer a qualquer assembleia onde se esperava que ele estivesse presente. Abandonando também os edifícios sagrados das igrejas, eles se reuniam nos subúrbios da cidade, ao ar livre.
Arsácio apelou para o imperador Arcádio, sob cujas ordens (ou melhor, sob as ordens de Eudóxia) soldados foram enviados para dispersar as reuniões nos subúrbios. Os que tinham um papel de liderança nelas foram presos e torturados, e uma feroz perseguição começou contra os aderentes de Crisóstomo. Sozomeno conta (Hist. Ecles. viii cap. 23) que Arsácio não foi pessoalmente responsável por estes atos cruéis, mas que ele não tinha força de caráter para oferecer uma decidida oposição aos atos cometidos pelo clero. Eles fizeram o que queriam e Arsácio levou a culpa.
A posição do novo arcebispo se tornou intolerável. Em vão, todos os bispos e o clero que, aderentes à causa de Crisóstomo, tinham se recusado a reconhecê-lo foram expulsos para o oriente em 18 de novembro de 404. Este ato só fez espalhar ainda mais os atos malignos. Todo o clero do ocidente se recusou a reconhecê-lo e o Papa Inocêncio I, que tinha calorosamente desposado os interesses de Crisóstomo, escreveu para o clero e para a comunidade de Constantinopla condenando fortemente a intrusão de Arsácio e exortando-os a perseverar em sua fidelidade ao seu verdadeiro arcebispo (Soz., Hist. Ecles. vi, caps. 22 e 26). Não é surpresa que o arcebispado de Arsácio tenha sido curto e que uma pessoa de personalidade tão frágil - e já sem forças pela idade - tenha cedido à tempestade de uma oposição tão universal.
Ele morreu em 11 de novembro de 405